# 達馬拉蘭
達馬拉蘭（英語：Damaraland）是纳米比亚中北部地区的一个地名，大致以北部的奥万博兰、西部的納米比沙漠、东部的喀拉哈里沙漠和南部的温得和克为界。
1970年代，當時的西南非洲政府打算将達馬拉蘭劃為班图斯坦。1980年，達馬拉蘭當地的地方政府成立。1989年5月，達馬拉蘭班图斯坦被廢除。